# Partido di San Pedro
Il partido di San Pedro è un dipartimento (partido) dell'Argentina facente parte della provincia di Buenos Aires. Il capoluogo è San Pedro.